# نكشتر
نَكْشَتْرَ أو نكشترا (بالإنجليزية: Nakshatra)، (بالسنسكريتية: नक्षत्रम्)، هو مصطلح يشير إلى منازل القمر في علم التنجيم الهندوسي وعلم الفلك الهندي. والمعنى الأصلي للاسم هو "الكوكب". وهناك 27 وفي أحيان 28 نجمًا أو مجموعة نجوم مختلفة البعد عن فلك البروج من الجهتين الشِّمالية والجنوبية، حيث كل واحد منها يسمى نكشتر. ويبدو أنَّ أوَّل نص فلكي ذكر النكشترات هو الفيدانغا جيوتيشا. ويُعتقد أن النكشترات هُنَّ بنات داكشا ابن براهما أو هو من خلقهنَّ. وأنَّه قد زوَّجهنَّ جميعًا لشاندرا أو سوما، إله القمر.
تنقسم كل نكشترا إلى أربع بادا أو "خطوة"، والتي تُعبّر عن مسار القمر في منازله خلال دورته عبر 27 نجمًا. ورَدَ في نصوص فيدا إلى أن نكشترا "كريتيكا" هي نقطة بداية دورة القمر، ولكن أصبحت النكشترا "أشويني" هي نقطة البداية حسب الاعتدال الربيعي. 

## أسماء النكشترات

### نص أتهارفافيدا
ذكر نص أتهارفافيدا 27 نكشترَ، وهي كالتالي:
1. أشويني (منزلة قمرية)
2. بهراني
3. كريتيكا [الإنجليزية] (الثريا)
4. روهني [الإنجليزية] (إلهة، الدبران)
5. مرغاشرشا [الإنجليزية]
6. آردرا (منكب الجوزاء)
7. بونارفاسو [الإنجليزية] (رأس التوأم المقدم ورأس التوأم المؤخر)
8. بوشيا [الإنجليزية]
9. أشليشا [الإنجليزية]
10. ماغها (نجم المليك)
11. بورفا فالغوني
12. أوتارا فالغوني (ذيل الأسد)
13. هاستا [الإنجليزية]
14. تشيترا (السماك الأعزل)
15. سفاتي [الإنجليزية] (السماك الرامح)
16. فيشاكا
17. آنورادها [الإنجليزية]
18. جيشثا [الإنجليزية]
19. مولا [الإنجليزية]
20. بورفا آشادها
21. أوتارا آشادها [الإنجليزية]
22. شرافانا [الإنجليزية]
23. دهانشتا [الإنجليزية]
24. شتبهيشا [الإنجليزية] (سعد الأخبية)
25. بورفا بهادرابدا [الإنجليزية]
26. أوتاربادرابادا [الإنجليزية]
27. ريفاتي

## روابط خارجية
- Ahargana - The Astronomy of the Hindu Calendar: Nakshatra Explains Nakshatras by means of astronomical simulations created using Stellarium.